# Schizoptera
Schizoptera es un género monotípico de plantas fanerógamasde la familia de las asteráceas. Su única especie, Schizoptera peduncularis, es originaria de Ecuador en las provincias de Guayas, Loja, Manabí.

## Taxonomía
Schizoptera peduncularis fue descrita por (Benth.) S.F.Blake y publicado en Icones Plantarum 31: pl. 3058. 1916.
Sinonimia:
- Schizoptera trichotoma Turcz.
- Synedrella peduncularis Benth.[3]